# Taebaeksan-Nationalpark
Der Taebaeksan-Nationalpark (koreanisch 태백산 국립공원) ist einer von 22 Nationalparks in Südkorea. Er wurde 2016 als 22. Nationalpark im Osten des Landes eingerichtet.

## Geographie
Der Taebaeksan-Nationalpark befindet sich rund 45 km nordöstlich von der kleinen Küstenstadt Uljin (울진군) in der Provinz Gangwon-do (강원도) und knapp 40 km westlich der Ostküste des Landes. Von Wonju (원주), als bevölkerungsreichster Stadt der Provinz, sind es rund 90 km in nordwestlicher Richtung.
Der Park besitzt eine Ausdehnung von 70,052 km². In dem Park befinden sich der Taebaeksan (태백산), der Namensgeber des Parks ist und mit seinen 1567 m die höchste Erhebung innerhalb des Parks bildet, dessen zwei nächsthöchste Gipfel der Busoebong (부쇠봉) mit 1546 m und der Munsubong (문수봉) mit 1517 m Höhe sind.

## Geschichte
Der Park des Taebaeksan wurde bereits am 13. Mai 1989 von der Provinzregierung von Gangwon-do unter der Bekanntmachungsnummer 60 als Provinzial-Park eingerichtet. Am 12. Mai 2016 gab das Umweltministerium Südkoreas mit der Bekanntmachungsnummer 2016-92 dem Park den Status eines Nationalparks und am 22. August 2016 eröffnete die Behörde des Korea National Park Service ihr Nationalparkbüro in der Stadt Taebaek (태백시) der Provinz Gangwon-do.
Auf dem Yeongbong (영봉), einem weiteren weit über 1000 m hohen Gipfel, wurden früher schamanische Riten abgehalten, weshalb der Ort als wichtiges Folklorekulturerbe unter der Nummer 228 registriert wurde.

## Flora und Fauna
Der größte Teil des Parks liegt auf einer Höhe von über 1000 m und zählt damit zu den koreanisch-alpinen Regionen mit einer für die Gegenden typischen und zum Teil einzigartigen Vegetation. Nachgewiesen wurden 2637 Arten, von denen 22 bedroht sind. Insgesamt beherbergt der Park 1164 verschiedene Pflanzenarten, unter ihnen die dort selten vorkommenden Arten wie Tafelblatt (Astilboides tabularis), Großblütiger Frauenschuh (Cypripedium macranthos), Siebenstern (Trientalis europaea) und Anagallidium dichotomum.
Weitere im Park vorkommende Pflanzen sind die im Frühling blühenden violetten Zahnlilien (Erythronium japonicum), Primula jesoana und Gymnospermium microrrhynchum sowie die im Sommer blühenden Lilium distichum, Pechnelken (Lychnis), Geranium koreanum, Schnee-Felberich (Lysimachia clethroides), Hosta capitata und Astilbe chinensis. Wildblumen, die dort in den Bergen von Juli bis August blühen sind Pflanzen wie Echtes Labkraut (Galium verum), Veratrum maackii, Valeriana phu, Engelwurzen (Angelica), Vicia unijuga, der Eisenhut Aconitum jaluense, Spiranthes sinensis, Sedum latiovalifolium, Geum aleppicum, das Läusekraut Pedicularis resupinata, Großer Wiesenknopf (Sanguisorba officinalis), Argun-Drachenkopf (Dracocephalum argunense), Adenophora koreana, Veratrum oxysepalum, Hortensien (Hydrangea), Tephroseris flammea, Hemerocallis dumortieri, Hypericum ascyron, Thalictrum filamentosum, Thalictrum kemense und Heracleum moellendorffii.

## Schneefestival

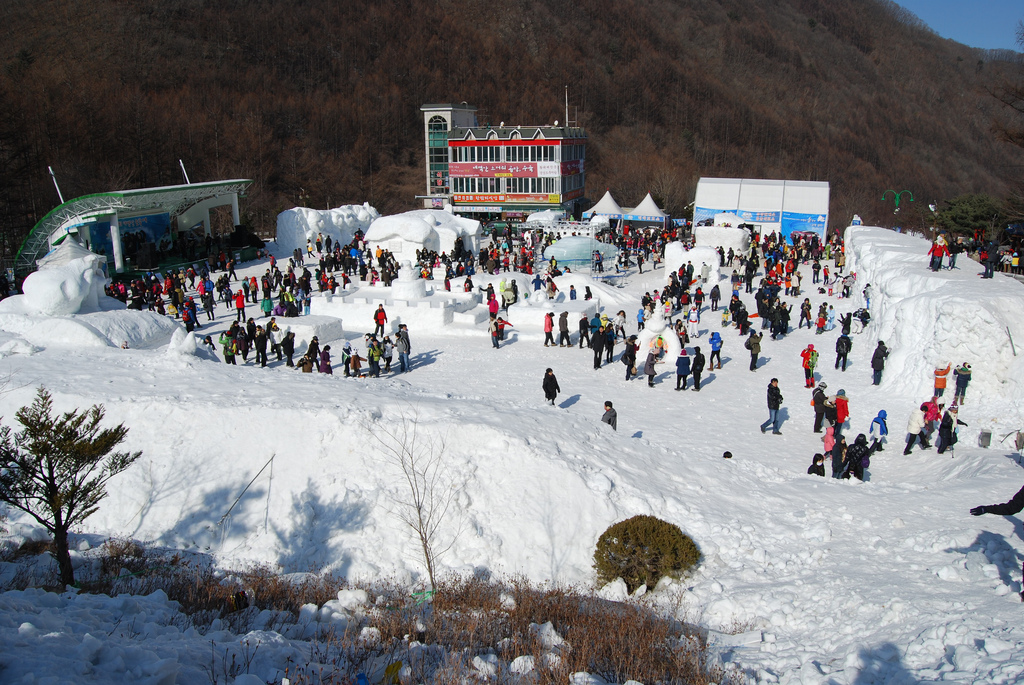
Taebaeksan Mountain Snow Festival

Im Park wird jährlich das in Südkorea bekannte Taebaeksan Mountain Snow Festival (태백산 눈축제) abgehalten, bei dem auf einem Plateau in 800 m Höhe Figuren aus Schnee und Eis kreiert werden.

## Kohlemuseum
In dem Nationalpark befindet sich mit dem Taebaek Coal Museum (태백석탄박물관) das einzige Kohlemuseum des Landes. Kohle spielte für lange Zeit eine tragende Rolle in der Energieversorgung des Landes. Sie wurde von der Nutzung der Kernenergie abgelöst. Das Museum gibt einen Rückblick und behandelt die Geschichte des Kohlebergbaus in Südkorea und in der Region.